# Alice Pagliarini
Alice Pagliarini (Fano, 1º marzo 2006) è una velocista italiana.

## Biografia
Figlia dell'ex velocista Mita Delia e dell'allenatore olimpico e paralimpico Andrea Pagliarini, inizia a praticare l'atletica leggera nel 2012 con la società romana Fiamme Gialle G. Simoni. 
Nel 2020, nel primo anno nella categoria cadetti, firma la miglior prestazione italiana nei 60 metri indoor fermando il crono a 7"62. Nel 2021 migliora per due volte il record italiano under 16 negli 80 metri, con un 9"71 ottenuto a Modena ed un 9"65 a Recanati.
Nel primo anno da allieva ottenne la sua prima convocazione in nazionale giovanile, dove agli Europei under 18 disputati a Gerusalemme corre la finale dei 100 metri, classificandosi quinta, e la staffetta svedese vincendo la medaglia d’argento. Sempre nel 2022 partecipa all'EYOF a Banska Bystrica, vincendo due ori, nella staffetta svedese e nei 100 metri piani. 
Nel 2023  migliora per ben due volte il limite di categoria dei 60 metri indoor portandolo a 7"38 e agli EYOF di Maribor conquista due argenti nelle medesime gare dell'edizione precedente, stabilendo la nuova miglior prestazione italiana under 18 nella staffetta svedese. Sempre nel 2023, pur essendo un under 18, partecipa all'edizione dei Campionati europei under 20 di Gerusalemme, dove raggiunge la semifinale dei 100 metri piani. 
Nel 2025 fa l'esordio con la nazionale assoluta alle World Relays di Guangzhou in Cina, correndo la prima frazione della staffetta 4x100 m mista, e vince la medaglia d'oro nella staffetta 4x100 m femminile agli Europei under 20.

## Record nazionali
Juniores (under 20)
- Staffetta 4×100 metri: 43"72 ( Tampere, 10 agosto 2025) (Alice Pagliarini, Elisa Valensin, Margherita Castellani, Kelly Doualla)

## Progressione

### 60 metri piani indoor
| Stagione | Tempo | Luogo  | Data      | Rank. Mond. |
| -------- | ----- | ------ | --------- | ----------- |
| 2025     | 7"32  | Metz   | 1-3-2025  | 193°        |
| 2024     | 7"36  | Ancona | 20-1-2024 | 220°        |
| 2023     | 7"38  | Ancona | 21-1-2023 | 234°        |
| 2022     | 7"50  | Ancona | 19-2-2022 | 537°        |
| 2021     | 7"65  | Ancona | 28-3-2021 | 878°        |
| 2020     | 7"62  | Ancona | 19-1-2021 | 2052°       |
| 2019     | 8"74  | Ancona | 20-1-2021 |             |

### 100 metri piani
| Stagione | Tempo | Luogo           | Data       | Rank. Mond. |
| -------- | ----- | --------------- | ---------- | ----------- |
| 2025     | 11"47 | Mondovì         | 02-06-2025 |             |
| 2024     | 11"98 | Rieti           | 26-7-2023  |             |
| 2023     | 11"57 | Grosseto        | 27-5-2023  |             |
| 2022     | 11"69 | Banská Bystrica | 27-7-2022  |             |

### 200 metri piani
| Stagione | Tempo | Luogo            | Data      | Rank. Mond. |
| -------- | ----- | ---------------- | --------- | ----------- |
| 2025     | 23"46 | Fiorano Modenese | 12-6-2025 |             |
| 2023     | 24"19 | Lucca            | 4-6-2023  |             |
| 2022     | 25"09 | Macerata         | 3-9-2022  |             |

### 200 metri piani indoor
| Stagione | Tempo | Luogo  | Data      | Rank. Mond. |
| -------- | ----- | ------ | --------- | ----------- |
| 2024     | 24"02 | Ancona | 24-2-2024 |             |
| 2023     | 24"16 | Ancona | 12-2-2023 |             |
| 2022     | 25"29 | Ancona | 29-1-2022 |             |
| 2020     | 25"47 | Ancona | 26-1-2020 |             |

## Palmarès
| Anno | Manifestazione | Sede            | Evento            | Risultato  | Prestazione | Note                                   |
| ---- | -------------- | --------------- | ----------------- | ---------- | ----------- | -------------------------------------- |
| 2022 | Europei U18    | Gerusalemme     | 100 m piani       | 5ª         | 11"64       | Miglior prestazione personale          |
| 2022 | Europei U18    | Gerusalemme     | Staffetta svedese | Argento    | 2'07"35     | Miglior prestazione nazionale under 18 |
| 2022 | EYOF           | Banská Bystrica | 100 m piani       | Oro        | 11"69       |                                        |
| 2022 | EYOF           | Banská Bystrica | Staffetta svedese | Oro        | 2'11"27     |                                        |
| 2023 | Europei U20    | Gerusalemme     | 100 m piani       | Semifinale | 11"67       | [ 1 ]                                  |
| 2023 | Europei U20    | Gerusalemme     | 4×100 m           | Batteria   | dq          |                                        |
| 2023 | EYOF           | Maribor         | 100 m piani       | Argento    | 11"88       |                                        |
| 2023 | EYOF           | Maribor         | Staffetta svedese | Argento    | 2'06"45     | Miglior prestazione nazionale under 18 |
| 2025 | World Relays   | Guangzhou       | 4×100 m mista     | 5ª         | 41"25       | [ 2 ]                                  |
| 2025 | Europei U20    | Tampere         | 100 m piani       | 4ª         | 11"54       |                                        |
| 2025 | Europei U20    | Tampere         | 4×100 m           | Oro        | 43"72       | Miglior prestazione nazionale under 20 |

## Campionati nazionali
- 2 volta campionessa nazionale juniores dei 60 m piani (2024, 2025)
- 1 volte campionessa nazionale cadette dei 80 m piani (2021)
- 1 volte campionessa nazionale allieve dei 60 m piani indoor (2023)
- 1 volta campionessa nazionale allieve dei 200 m piani indoor (2023)
- 1 volte campionessa nazionale allieve dei 100 m piani (2023)
- 1 volta campionessa nazionale allieve dei 200 m piani (2023)
- 1 volte campionessa nazionale juniores dei 100 m piani (2025)
- 1 volta campionessa nazionale juniores dei 200 m piani (2025)

2020
- Argento ai campionati italiani cadetti, 80 m piani - 10"07
- 8ª ai campionati italiani cadetti, 4x100 - 50"91

2021
- Oro ai campionati italiani cadetti, 80 m - 9"86
- ai campionati italiani cadetti, 4x100 m - DNF

2022
- Argento ai campionati italiani allievi, 100 m - 11"85
- Argento ai campionati italiani allievi indoor, 60 m - 7"56
- ai campionati italiani allievi indoor, 200 m - DNS
- 17ª ai campionati italiani assoluti indoor, 60 m - 7"57

2023
- Oro ai campionati italiani allievi indoor, 60 m - 7"46
- Oro ai campionati italiani allievi indoor, 200 m - 24"16
- 6ª ai campionati italiani assoluti indoor, 60 m - 7"40
- Oro ai campionati italiani allievi, 100 m - 11"47
- Oro ai campionati italiani allievi, 200 m - 24"38

2024
- Oro ai campionati italiani juniores indoor, 60 m - 7"37
- Oro ai campionati italiani juniores indoor, 200 m - 24"10
- 6° ai campionati italiani juniores, 100 m - 11"98

2025
- Oro ai campionati italiani juniores indoor, 60 m - 7"40
- 6° ai campionati italiani assoluti indoor, 60 m - 7"38
- Oro ai campionati italiani juniores, 100 m - 11"66
- Oro ai campionati italiani juniores, 200 m - 23"76